# René Maran
René Maran, (Fort-de-France (Martinique), 5 november 1887 - Parijs, 9 mei 1960) was een Franse schrijver en dichter. Hij wordt gezien als een voorloper van de Franstalige literaire en ideologische beweging Négritude. In 1921 ontving hij de Prix Goncourt voor zijn roman Batouala.

## Levensloop
René Maran werd geboren op de boot die zijn Frans-Guyanese ouders naar Martinique bracht. Zijn geboorte werd aangegeven in Fort-de-France op 22 november 1887. Het gezin vertrok vervolgens naar Frans-Congo, het huidige Gabon, waar zijn vader Léon Herménégilde Maran was aangesteld als ambtenaar bij het koloniaal bestuur.
Toen René zeven jaar oud was plaatsten zijn ouders hem om gezondheidsredenen op een kostschool in Frankrijk. Hij bezocht de middelbare school in Talence en vanaf 1902 het Lycée Michel Montaigne in Bordeaux. Hij sloot zijn studie af met een baccalaureaat.
In 1909 vertrok hij naar Oubangui-Chari, de huidige Centraal-Afrikaanse Republiek. Dankzij de bemiddeling van zijn vader, die opgeklommen was tot secretaris-generaal van de regering in Oubangui-Chari, werd hij daar benoemd tot klerk.
Gedurende zijn verblijf in Afrika schreef Maran Batouala - Véritable roman nègre, een roman over het leven in een Afrikaans dorp, gezien vanuit het gezichtspunt van de gelijknamige dorpschef. Maran ontving hiervoor in 1921 de Prix Goncourt. Het was voor het eerst dat deze prijs werd toegekend aan een zwarte Franse schrijver.
Door de ophef die zijn roman Batouala teweegbracht voelde hij zich gedwongen zijn functie op te geven. Hij verhuisde in 1923 naar Parijs waar hij zijn literaire en journalistieke werk voortzette.
Maran overleed in 1960. Hij is begraven op het Cimetière du Montparnasse in Parijs.

## De romanBatouala

#### Inhoud
Batoula is het meest bekende werk van Maran. Het verhaal speelt zich af in 1916 in het dorp Grimari gelegen aan een rivier in het Afrikaanse oerwoud. Hoofdpersoon en verteller is het dorpshoofd Batouala. Zijn favoriete vrouw Yassigui’ndja heeft een oogje op Bissibi’ngui, een jonge aantrekkelijke dorpsbewoner. Om haar jaloerse echtgenoot niet voor het hoofd te stoten benut zij de grote dans van de liefde, het hoogtepunt van het jaarlijkse initiatiefeest van jonge mannen en vrouwen, om Bissibi’ngui te verleiden. Batouala grijpt in, maar op hetzelfde moment keert onverwacht de Franse commandant terug in het dorp, waardoor de grote dans plotseling wordt afgebroken. Batouala besluit om zich op een later moment op Bissibi’ngui te wreken. Tijdens de grote jacht gooit hij zijn werpspies naar Bissibi'ngui maar ziet daardoor niet dat hijzelf door een panter wordt besprongen. Zijn buik wordt opengereten. De jacht gaat door en hij wordt achtergelaten in het oerwoud. Na afloop van de jacht wordt hij teruggedragen naar zijn dorp waar hij enkele dagen later overlijdt aan zijn verwondingen.

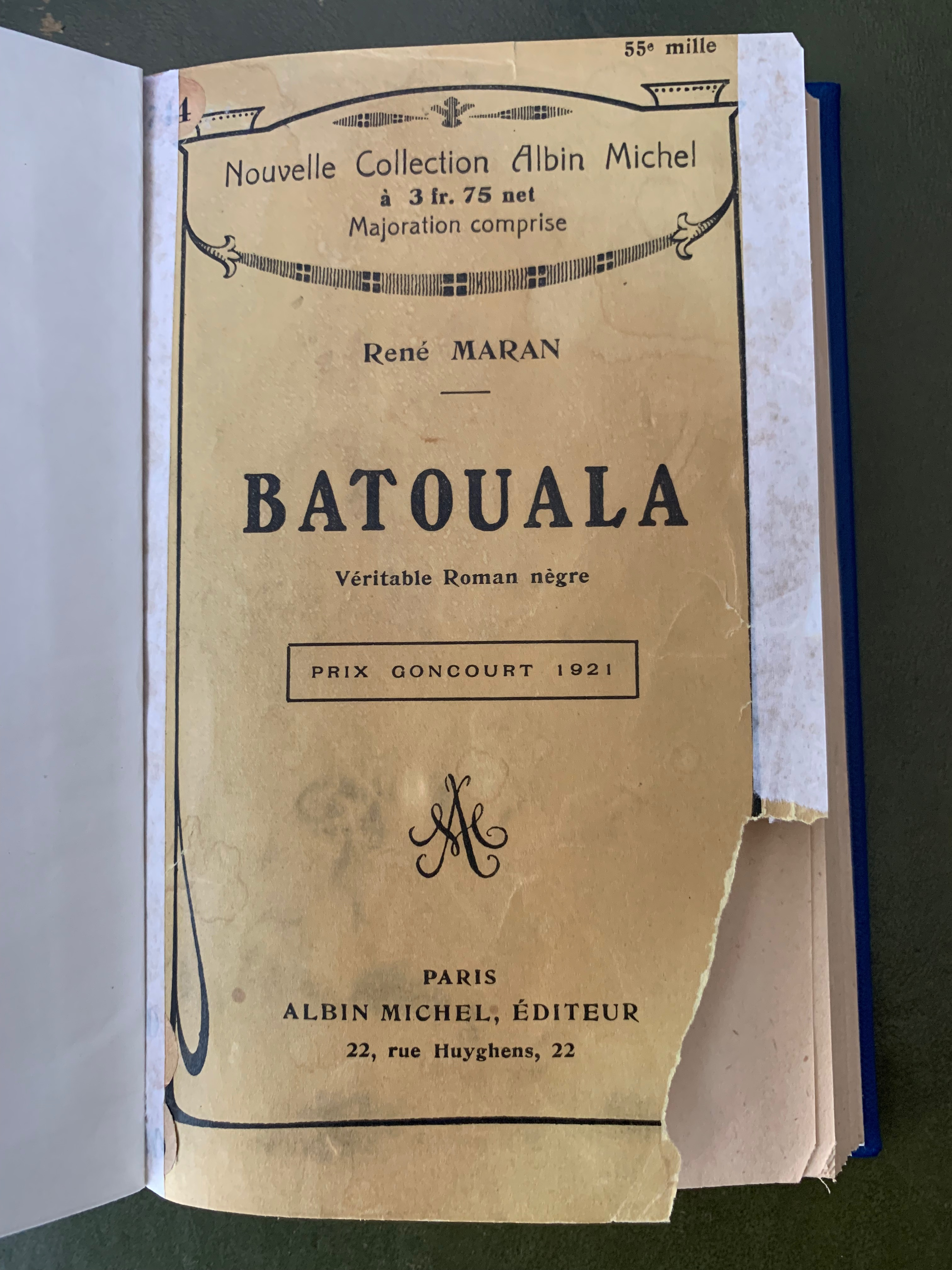
Boekomslag van de oorspronkelijke editie uit 1921 van Batouala. (Collectie Universiteitsbibliotheek Amsterdam)

Maran besteedt veel aandacht aan de beschrijving van de dagelijkse leefomgeving van de dorpsbewoners. In zijn voorwoord schrijft hij dat hij tijdens zijn verblijf in Oubangui-Chari veel heeft geluisterd naar de verhalen van de inheemse bewoners. Hij schrijft met kennis en respect over hun cultuur, rituelen, dagelijkse gewoonten en hun omgang met de natuur. En over de veranderingen die hebben plaatsgevonden door de komst van de witte handelaren en kolonisatoren. Maran kiest daarbij consequent voor het gezichtspunt van de dorpsbewoners die hij openlijk kritiek laat spuien op het koloniale bewind die hun leefomgeving verwoest en de bewoners uitbuit.

#### Voorwoord
In het voorwoord van zijn roman hekelt René Maran het landbouwbeleid, de corruptie en het wangedrag van de Franse bestuurders en kolonisten. Grote delen van het regenwoud werden vernietigd door de aanleg van rubberplantages. De bevolking werd gedwongen tewerkgesteld waardoor het vee en de eigen gewassen niet verzorgd konden worden. Hongersnood was het gevolg. Hij schrijft: "Doordat wij hun land ontwikkelen creperen zij, als vliegen, met duizenden tegelijk van de honger. Zij die zich niet aanpassen aan de beschaving zullen verdwijnen. Je bouwt je koninkrijk op lijken". Het beschavingsideaal, waarmee de koloniale aanwezigheid werd gerechtvaardigd, was in de ogen van Maran een regelrechte leugen.

#### Receptie
De literaire critici in Parijs reageerden positief op de toekenning van de Prix Goncourt. Maar in de kolonie werd het boek gezien als een aanklacht tegen de koloniale heerschappij. Het koloniale bewind verbood de verspreiding van de roman in Afrika en de lokale pers begon een lastercampagne waarin Maran beschuldigd werd van de moord op een Afrikaan uit zijn district. Pogingen van Maran om zijn onschuld te bewijzen liepen op niets uit. Maran voelde zich gedwongen om zijn positie als koloniaal ambtenaar op te geven. Hij vestigde zich in 1923 in Parijs waar hij ging werken als romanschrijver, literair journalist en radiojournalist.
Binnen een jaar na publicatie van Batouala verschenen er al vertalingen in het Duits, Engels, Russisch, Spaans, Zweeds en Hongaars. De Nederlandse vertaling verscheen in 1928. De literaire kritiek reageerde wisselend op de literaire kwaliteiten van het boek. De ondertitel Véritable roman nègre werd vervangen door Ruwe liefde. De erotische scenes in het boek, in het bijzonder de orgie tijdens het initiatiefeest, zijn in de Nederlandse vertaling nog explicieter gemaakt. Het voorwoord van Maran is in de Nederlandse vertaling vervangen door een voorwoord van A.M. de Jong. De verspreiding van de vertaling in Nederlands-Indië werd door het bestuur van de Indische Postdienst geweigerd met een verwijzing naar het onzedelijke karakter van het boek. In antwoord op vragen van het Tweede Kamerlid Cramer (SDAP) liet de Minister van Koloniën de kamer weten dat hij geen maatregelen wilde nemen om het boek alsnog toe te laten.

## Journalistieke activiteiten
Tussen 1920 en 1931 heeft Maran regelmatig zijn mening gegeven over de situatie van de Afrikaanse inwoners van het Tweede Franse koloniale rijk.
Voor de krant Le Journal du Peuple schreef Maran een reeks artikelen over de aanleg van de Congo-Océan spoorlijn tussen 1921 en 1934. De spoorlijn werd ontworpen om grondstoffen zonder oponthoud van het Afrikaanse binnenland naar de havenstad Pointe-Noire te kunnen vervoeren. Tussen de zeventien- en twintigduizend Afrikaanse dwangarbeiders verloren bij de aanleg hun leven.
Maran was vice-president van de Franse vereniging Ligue universelle de défense de la race noire (LUDRN), opgericht in 1924. In Les Continents, het blad  van de vereniging, werd anonieme kritiek geuit op de Senegalese afgevaardigde Blaise Diagne over de rekrutering van zwarte soldaten in Frans-West-Afrika voor het Franse leger. Dit leidde tot een rechtszaak die de Ligue verloor.
In 1923 vond een raciaal incident plaats in Parijs, het Incident de Montmartre. Op 29 juni 1923 werd Kojo Tovalou Houénou, afkomstig uit Dahomey, op verzoek van in Parijs woonachtige Amerikanen, niet toegelaten tot een bar in Montmartre omdat hij zwart is. Dat was onbestaanbaar in het land waar sinds de Franse Revolutie het begrip gelijkheid verankerd is in de wetgeving en de samenleving. De bar werd gestraft met het intrekken van zijn licentie.
Maran schreef hierover het artikel La France et ses nègres. Dat de autoriteiten bevestigden dat de wet geldt voor alle Fransen, ongeacht hun huidskleur, had natuurlijk zijn instemming. In zijn artikel benadrukte hij dat dit gelijkheidsbeginsel met voeten werd getreden in de Franse koloniën. Daar was geen sprake van gelijke behandeling van zwarte en witte inwoners.

## Literaire activiteiten

#### Poëzie
René Maran debuteerde in 1909 bij Éditions du Beffroi van Léon Bocquet met een aantal gedichten uitgegeven onder de titel La Maison du bonheur. Hij publiceerde kort daarop de dichtbundel La Vie intérieure, poèmes 1909-1912. In 1958 verscheen bij Éditions Présence africaine Le Livre du souvenir, poèmes 1909-1957.

#### Romans
Een van zijn eerste korte verhalen, Djogoni, werd pas na zijn overlijden gepubliceerd. Uit het verhaal komt naar voren hoe ongemakkelijk de positie was waarin hij in Afrika verkeerde. Te midden van de zwarte bevolking vertegenwoordigde hij, zwarte Fransman, de koloniale macht.
Zijn eigen ervaringen liggen ook ten grondslag aan de roman Un homme pareil aux autres waarin hij zijn gedachten laat gaan over de oorzaken van racisme en waarin hij ook de kwestie van gemengde huwelijken aan de orde stelt. Ook in de roman Le Coeur serré zijn persoonlijke ervaringen verwerkt. De hoofdpersoon verhaalt over het gevoel van verlatenheid dat Maran zelf ervaren heeft nadat hij op jonge leeftijd gescheiden werd van zijn ouders.
In Le Livre de la brousse (Kossi, de roman van een neger) beschrijft Maran de wereld van Kossi. Net als in Batouala is een liefdesgeschiedenis het vehikel voor gedetailleerde en liefdevolle beschrijvingen van de natuur in Centraal Afrika en de cultuur van de Banda-stam.

#### La négritude
In de jaren dertig bezocht René Maran regelmatig de literaire salon van Paulette Nardal waar hij Léopold Senghor, Aimé Césaire, en Jean Price Mars ontmoette. De salon was de ontmoetingsplaats van schrijvers van de latere literaire en ideologische beweging Négritude. René Maran wordt tot een voorloper van deze beweging gerekend. Zelf stond hij gereserveerd tegenover die typering, hij wilde vooral "een man zijn als alle anderen".

#### Dierenromans
In 1927 publiceerde Maran zijn eerste dierenroman. De Nederlandse vertaling Djoema, de hond der wildernis verscheen in 1930. Het verhaal werd van 22 december 1930 tot 23 februari 1931 als feuilleton gepubliceerd in het dagblad Voorwaarts. 
Daarna schreef Maran nog zeven korte romans over verschillende Afrikaanse dieren. Vijf verhalen zijn in 1943 in Nederlandse vertaling gepubliceerd in de verzamelbundel De ziel der Afrikaansche wildernis.

#### Geschiedkundig werk en biografieën
In het voorwoord van Batouala en in zijn journalistieke werk komen de grieven die Maran had tegen het Franse koloniale bestuur aan de orde. De biografieën die Maran schreef tonen een andere kant van zijn opvattingen: Maran was een Franse patriot die oprecht geloofde in de beschavende en verheffende kracht van de Franse cultuur. Dat patriotisme komt vooral tot uitdrukking in zijn boeken over de grote Franse ontdekkingsreizigers zoals Jean de Béthencourt, Anselme d’Ysalguier, Binot Paulmier de Gonneville en Jacques Cartier. Ook schrijft hij boeken over de Afrikaanse ontdekkingsreizen van David Livingstone en over Pierre Savorgnan de Brazza, de Frans-Italiaanse grondlegger van het Franse koloniale rijk in Afrika.
Tijdens zijn studie aan het Lycée Michel Montaigne in Bordeaux had Maran Félix Eboué leren kennen. Eboué was een leeftijdsgenoot en net als Maran afkomstig uit Guyana. De kennismaking resulteerde in een levenslange vriendschap. In 1957 publiceerde Maran de biografie Félix Eboué, grand commis et loyal serviteur, 1885-1944.

## Literaire prijzen
- 1921 Prix Goncourt voor Batouala.
- 1949 Grand Prix SGDL (Société des Gens de Lettres) du roman.[18]
- 1950 Le prix de la Mer en de l’Outre-Mer.[19]

## Werken

#### Nederlandse vertalingen
- 1928 Batouala, ruwe liefde. Vertaling van Batouala, véritable roman nègre. Vertaald door Jan F. Feitsma. Voorwoord A.M. de Jong. Uitgeverij Mulder en Co, Amsterdam, 1928, 160 p.
- 1930 Djoema, de hond der wildernis. Vertaling van Djouma, chien de brousse. Vertaald door J. Feitsma. Arbeiderspers, Amsterdam, 1930, 205 p.
- 1941 Kossi, de roman van een neger. Vertaling van Le livre de la brousse. Vertaald door Lode Roelandt. Uitgeverij F. Van Belle, Brussel, 1941, 192 p.
- 1943 De ziel der Afrikaansche wildernis. Vertaling van Bêtes de la brousse. Vertaald door L. Roelandt. Uitgeverij Frans van Belle, Brussel, 1943, 190 p.
- 1952 Joemba, de spoorwezel. Vertaling van Youmba, la mangouste. Vertaald door L. Roelandt. Uitgeverij De Vlam, Gent, 1952.

#### Poëzie
- 1909 La Maison du bonheur. Éd. du Beffroi, Paris 1909, 164 p.
- 1912 La Vie intérieure, poèmes 1909-1912. Éd. du Beffroi, Paris, 157 p.
- 1922 Le Visage calme, stances. Éd. du Monde Nouveau, Paris, 87 p.
- 1935 Les Belles images, poèmes, Éd. Delmas, Bordeaux, 83 p.
- 1958 Le Livre du souvenir, poèmes 1909-1957. Éd. Présence africaine, Paris, 142 p.

#### Romans en korte verhalen
- 1921 Batouala, véritable roman nègre, roman. Éditions Albin Michel, Paris, 169 p. Digitale versie op Wikisource
- 1924 Le Petit Roi de Chimérie, conte. Préface de Leon Bocquet. Éd. Albin Michel, Paris, 237 p.
- 1931 Le Cœur serré, autobiografische roman. Éd. Albin Michel, Paris. 252 p.
- 1931 Deux Amis. In: Les Oeuvres libres, Paris, 1931.
- 1932 Défense d’aimer. (Le roman complet no.4). A. Fayard, Paris, 39 p.
- 1934 Le Livre de la brousse, roman. Éd. Albin Michel, Paris, 287 p.
- 1936 L’homme qui attend, roman inédit et complet. In: Les Oeuvres libres, Paris, 1936
- 1944 Peines de cœur. Nouvelles, dédié à Lucien Descaves. S.P.L.E., Éd. Univers, Paris, 207 p.
- 1947 Un homme pareil aux autres, autobiografische roman. Éd. Arc-en-Ciel, Paris, 248 p. Een eerdere versie verscheen in 1927 als Journal sans date in Les Oeuvres libres no.73).
- 1966 Djogoni, eaux fortes. Présence Africaine, Paris, 1966, 38 p.
- 2018 Nouvelles africaines et françaises: inédites et inconnues. Présentation Roger Little. Éditions L’Harmattan, Paris, 2018, 268 p.

#### Dierenromans
- 1927 Djouma, chien de brousse. Albin Michel, Paris, 253 p.
- 1932 Boum et Dog. In: Les Oeuvres libres no.134, Paris
- 1934 Youmba, la mangouste. In: Les Oeuvres libres no.159, Paris
- 1937 Bokorro, nouvelle inédit. In: Les Oeuvres libres no.197, Paris
- 1941 Bêtes de la brousse. Bevat: Youmba, la mangouste, Bassaragba, le Rhinocéros, Doppelé, le Charognard, Bokorro, le Python et Boum, le Chien, et Dog, le Buffle.  Albin Michel, Paris, 253 p.
- 1943 Mbala, l’éléphant. Illustrations de André Collot. Éd. Arc-en-Ciel, Paris, 187 p.
- 1953 Bacouya, le cynocéphale. Albin Michel, Paris, 240 p.

#### Geschiedkundig werk en biografieën
- 1938 Livingstone et l'Exploration de l’Afrique. Collection La découverte du monde. Gallimard, Paris, 276 p.
- 1941 Brazza et la Fondation de l’A.E.F. Collection La découverte du monde. Gallimard, Paris, 307 p.
- 1943 Les Pionniers de l’Empire. Tome 1: Jean de Béthencourt, Anselme d’Isalguier, Binot Paulmier de Gonneville, Jacques Cartier, Jean Parmentier. Nicolas de Villegagnon. Jean Ribault. Albin Michel, Paris, 331 p.
- 1946 Les Pionniers de l’Empire. Tome 2: Samuel de Champlain. Pierre Belain d’Esnambuc. René Robert Cavelier de La Salle. Albin Michel, Paris, 413 p.
- 1955 Les Pionniers de l’Empire. Tome 3: André Brue. Joseph François Dupleix. René Madec, Pierre Pigneau de Béhaine. Albin Michel, Paris, 276 p.
- 1951 Savorgnan de Brazza. Éd. du Dauphin, Paris, 246 p.
- 1957 Félix Eboué, grand commis et loyal serviteur, 1885-1944. Éd. Parisiennes, Paris.
- 1960 Bertrand Du Gueslin, l’épée du roi. Albin Michel, Paris.

#### Overig werk
- 1931 Asepsie noire ! Laboratoire Martinet, Paris, 45 p.
- 1931 Le Tchad:  de sable et d’or  (Toutes nos colonies no.4). Documentation Pierre Deloncle. Éd. Alexis Redier, Paris, 60 p.
- 1933 Légendes et coutumes nègres de l’Oubangui-Chari, choses vues. In: Les Oeuvres libres no.147, Parijs.
- 1937 Afrique Équatoriale Française: terres et races d’avenir. Illustré par Paul Jouve. L’Imprimerie de Vaugirard, Paris, 83 p.

- Bibsys: 90098876
- Biblioteca Nacional de España: XX1354578
- Bibliothèque nationale de France: cb119143585 (data)
- CiNii: DA07494645
- Gemeinsame Normdatei: 118781685
- International Standard Name Identifier: 0000 0001 2125 8172
- Library of Congress Control Number: n84123410
- Bibliotheek van het Japanse parlement: 00655944
- Nationale Bibliotheek van Tsjechië: xx0024679
- Nationale Bibliotheek van Israël: 987007264921005171
- Nederlandse Thesaurus van Auteursnamen: 089484290
- Istituto Centrale per il Catalogo Unico: RAVV047980
- SNAC: w65m6vf1
- Système universitaire de documentation: 027007138
- Virtual International Authority File: 29537488
- WorldCat: E39PBJcrffQVhYHTKtDDpXkbh3